# Najia Mehadji
 (mars 2022).
Si vous disposez d'ouvrages ou d'articles de référence ou si vous connaissez des sites web de qualité traitant du thème abordé ici, merci de compléter l'article en donnant les références utiles à sa vérifiabilité et en les liant à la section « Notes et références ».
 (septembre 2009).
Najia Mehadji, née en 1950 à Paris, est une artiste majeure sur la scène de l'art contemporain au Maroc. Elle est également reconnue en France depuis les années 80 à travers plusieurs expositions muséales dont une rétrospective en 2018 au musée d 'art moderne de Céret , en 2019 au musée de Cajac à Villeneuve sur lot et en 2025 au MAC VAL à Vitry sur Seine. Depuis une trentaine d'années elle vit et travaille entre Paris et Lamssasa (près d'Essaouira) au Maroc.Elle est actuellement représentée à Casablanca par la galerie l 'Atelier 21, à Tunis par la galerie Le Violon Bleu et en France à Plouguerneau par la galerie La Navire.
Sa double origine, française et marocaine, l'amène à créer très tôt une synthèse entre cultures occidentale et orientale et à s'ouvrir aux cultures du monde. Très jeune son intérêt pour le théâtre d'avant garde et l'expression du corps lui font inventer ses propres outils et une manière singulière d'aborder la peinture. Dans les années 70 en France son engagement pour la reconnaissance des femmes dans le milieu de l'art contemporain, l'incite à intégrer le groupe Femmes/Art et à travailler dans la revue Sorcières. 
Le travail de Najia Mehadji peut se diviser en plusieurs grandes périodes de création. Après des peintures d'empreintes (1980-1990) influencées par la musique contemporaine et l'expression corporelle, puis des peintures/dessins monochromes sur toile de lin brute, aux formes symboliques, végétales et cosmiques (1990-2010), elle développe depuis 2010 des œuvres centrées sur le geste en s'inspirant de la calligraphie et de la danse ,notamment de Loie Fuller .Elle crée ainsi sa propre écriture picturale tout en lignes continues et dynamiques, dans une performance physique et mentale. Elle réalise parallèlement des œuvres engagées contre la barbarie de la guerre (notamment sur le sort des femmes) et contre la peine de mort dans le monde.

## Biographie
Najia Mehadji est née en 1950 à Paris d'une mère française et d 'un père marocain. Elle est une artiste reconnue internationalement pour avoir exposé depuis les années 1980 dans plusieurs grands musées dont celui du centre Pompidou à Paris, le musée de l'Institut du monde arabe à Paris, les musées des beaux arts de Caen et de Poitiers (expositions personnelles en 1986 et 1987), le musée de Montbéliard, le musée d'art moderne de Céret (rétrospective en 2018), le musée de Gajac (rétrospective en 2019), le MACAAL à Marrakech, la villa des arts de Casablanca et de Rabat (rétrospective en 2019), le musée d'art moderne et contemporain Mohammed-VI à Rabat, le MAC VAL, musée d 'art contemporain du Val-de-Marne à Vitry-sur-Seine (exposition personnelle en 2025).

### Années 1970
Najia Mehadji étudie à l'école des Beaux Arts de Paris et obtient, au milieu des années 1970, une maîtrise d’arts plastiques et d’histoire de l’art à Paris I sur Paul Cézanne, ainsi qu’une licence de théâtre à Paris VIII. Cette dernière lui donne l’occasion de travailler avec Peter Brook et le Living Theatre, groupes d’avant-garde engagés ouverts aux cultures dites « extra-européennes » et à la performance, avec lesquels elle explorera un travail inédit sur le corps et le geste qui marquera profondément sa démarche picturale en lui donnant une singularité et un style inédits.

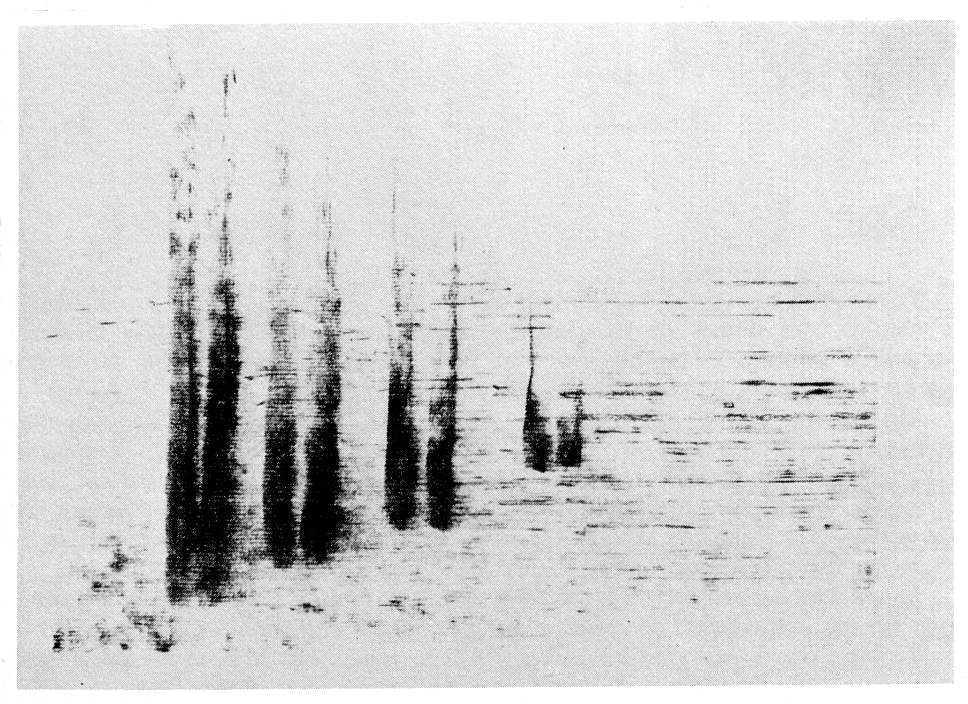
Najia Mehadji, Fusain sur papier, 1976. Dessin publié dans la revue Sorcières (N°5, p.22)

Durant ces années de recherche, elle effectue des performances avec des instrumentistes en musique contemporaine, dessinant sur de grandes feuilles de papier préalablement sonorisées par des microcontacts, notamment au CAPC de Bordeaux en 1979. Elle fréquente, à la même époque, le collectif Femmes/Art et participe à la revue de femmes Sorcières, les femmes vivent, où elle publie ses premiers dessins en noir et blanc rappelant l'aspect vibratoire d'un sonogramme. Elle enseignera de 1973 à 1980 au conservatoire expérimental de musique de Pantin, crée en 1968 par Michel Decoust, dans lequel elle donnera des cours en collaboration avec des compositeurs de musique contemporaine sur la relation entre son et dessin, timbre et diagramme (J.Y Bosseur, Luc Ferrari)

### Années 1980
Pendant la période des années 1980-90, elle est représentée par la galerie Montenay à Paris et par la galerie L'Atelier à Rabat.

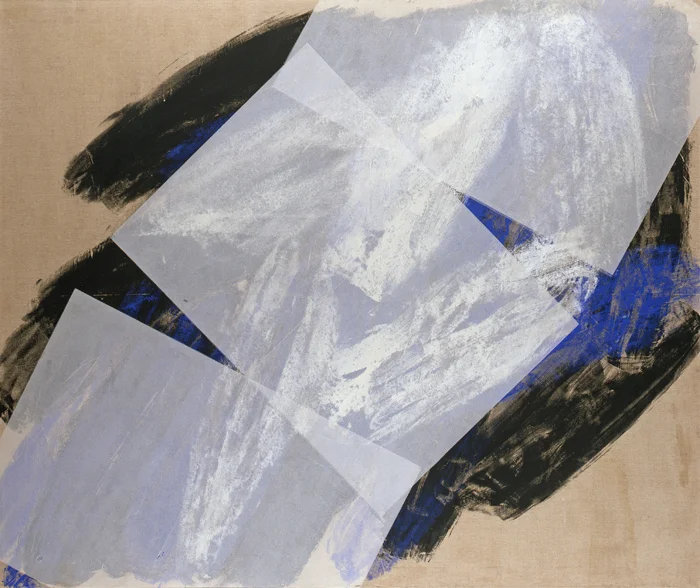
Najia Mehadji, Icare, 1986, peinture et papier collé sur toile, 195 x 230 cm

En 1985, elle part un an à Essaouira avec une bourse « Villa Médicis Hors les murs » et y retournera régulièrement jusqu'à y installer un atelier. C’est durant ce  séjour qu’elle peint ses premières toiles autour du mythe d’Icare, « symbole de la prise de risque de toute liberté », sur de grandes toiles brutes où se juxtaposent l’empreinte de gestes corporels et des collages transparents aux formes géométriques très architecturées : ces œuvres sont montrées pour sa première exposition personnelle aux musées des beaux arts de Caen et de Poitiers en 1986-87 et figurent aujourd'hui dans plusieurs collections muséales prestigieuses dont celle du Centre Pompidou à Paris.

### Années 1990

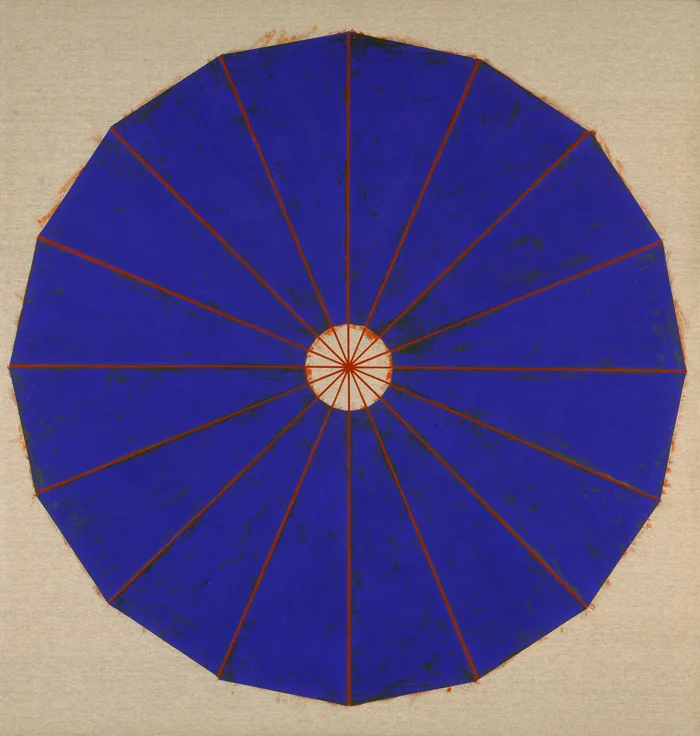
Najia Mehadji, Coupole, 1995, peinture et papier sur toile brute, 185 x 175 cm

En 1991-92 elle crée une série d'œuvres géométriques à partir de polyèdres en référence au Timée de Platon : les Rhombes. Puis de 1993 à 1995, réagissant aux crimes de guerre commis contre les Bosniaques en ex-Yougoslavie, elle crée la série des Coupoles, qui atteste de son intérêt pour les formes universelles dans l’architecture (notamment l’octogone), tout en faisant référence à la représentation de la cosmologie dans les arts de l’Islam. Plus tard, en 2005, elle reviendra sur ce drame avec les œuvres numériques War Flower.
En 1998, elle enseigne le dessin à l'École nationale supérieure des beaux arts de Paris en tant qu'artiste invitée pour l'année par son directeur Alfred Pacquement.

### Années 2000

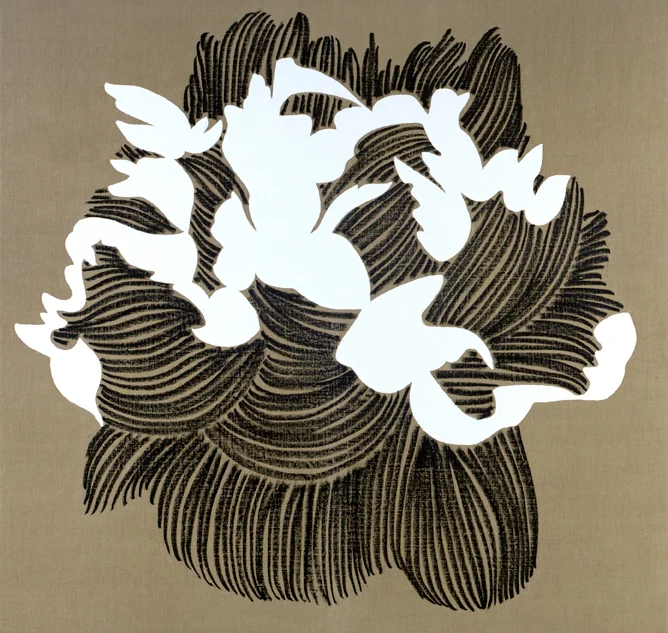
Najia Mehadji, Eros et Thanatos, 2009, stick à l'huile sur toile brute, 190 x 200 cm. Collection de l'Institut du monde arabe

À partir de 1996 et pendant une quinzaine d'années, Najia Mehadji dessine sur des toiles brutes de grand format avec des craies à l’huile de couleur intense ses célèbres peintures/dessins monochromes issues de formes et thèmes symboliques universaux tels que la sphère, l'arborescence (ou arbre de vie), la fleur de Grenade, la pivoine, etc. qu’elle décline en autant de « structures de flux » captant aussi bien l’éphémère de la vie, le passage, que la notion d'infini ou encore la dualité entre Eros et Thanatos. 
Elle change de technique en 2010 en peignant avec un très large pinceau des lignes courbes en « arabesques » très lumineuses sur fond noir. Elle invente ainsi une gestuelle singulière en expansion  dans un geste continu,réversible et dynamique, incarnant la synthèse du corps et de la pensée. 
Parallèlement à sa pratique de la peinture et du dessin, poursuivant son engagement contre les violences de la guerre dans le monde, notamment contre les civils et les femmes, elle crée, à partir de 2005, des œuvres numériques en y intégrant des détails agrandis de gravures de Goya (La Tauromachie et Les Désastres de la guerre) au sein de peintures de fleurs fluorescentes — dans une tension entre vie et mort, opposant la beauté à la barbarie.

### Années 2010

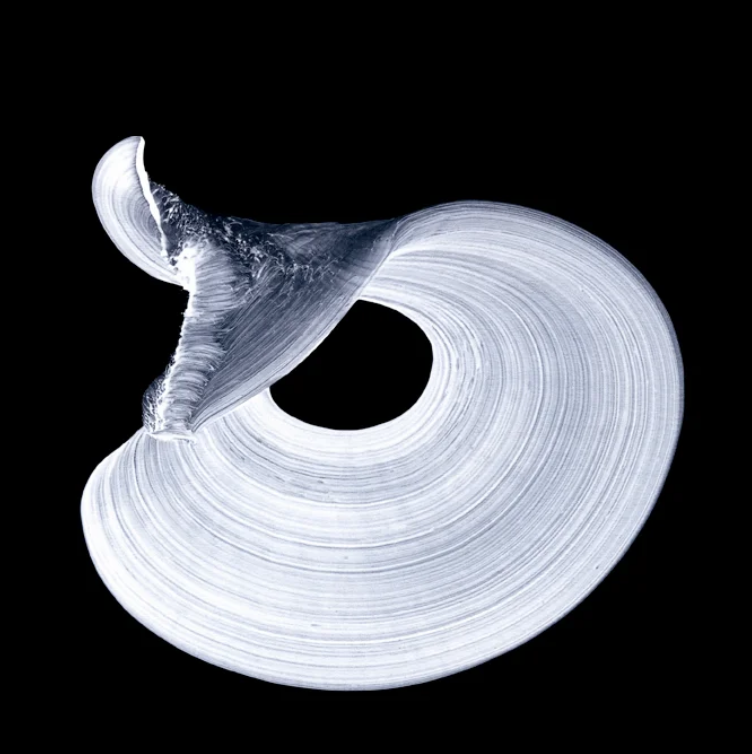
Najia Mehadji, Mystic Dance N°2, 2010, épreuve numérique pigmentaire, 160 x 160 cm

Pendant une dizaine d'années, elle crée de nouvelles séries de peintures et d'images numériques de grand format qui donnent un aspect sculptural à ses gestes en les dynamisant : ce sont les Volutes, Arabesque, Mystic Dance, Enroulement, Vague, dont les lignes continues, la gestualité libre, et les références à la calligraphie orientale et au soufisme, sont autant de propositions formelles qui lui permettent de s'approprier, en tant que femme et de façon personnelle, des pratiques habituellement dévolues aux hommes. 
Elle invente ainsi une peinture et un style libérés de toute tradition . Elle peint également une série d'œuvres d'après la toile El Espolio du Greco, puis en référence à la célèbre sculpture La Valse de Camille Claudel ou encore à la danse toute en volute de Loïe Fuller. 
Elle passe ensuite du rythme révélateur du drapé à la métaphore de la vague dans son mouvement de flux et de reflux avec ses séries Blue Wave (2016), Vague (2017) et Chute (2018).

### Années  2020

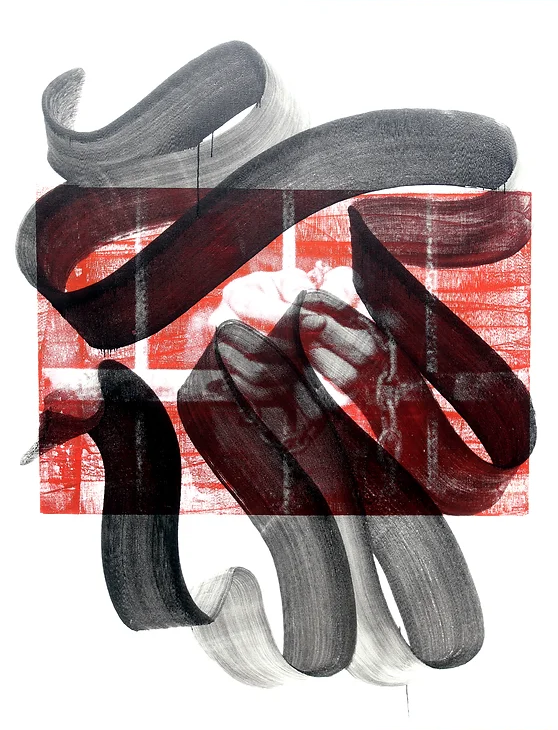
Najia Mehadji, Liberté j'écris ton nom, 2021, peinture et sérigraphie sur toile, 200 x 150 cm. Collection La Réserve, Lamssasa (Maroc)

En 2020 et 2021 en pleine pandémie du Covid-19, elle réalise les œuvres Ligne de vie et Liberté, j'écris ton nom en hommage au poème de Paul Éluard et contre toute forme d'enfermement. 
Une partie de ces œuvres figurent dans l'exposition collective contre la peine de mort Le Droit de vivre au musée d'Art et de Culture de Marrakech, puis à la TGCC à Casablanca,ainsi que dans l'exposition personnelle Ligne de vie à la galerie l'Atelier 21 à Casablanca en décembre 2021-janvier 2022.
En 2022/2023 elle crée l'ensemble d'œuvres intitulées W&W (pour " War and Women ") en peignant sur de grandes sérigraphies de 200 x 150 cm réalisées dans la résidence Ifitry au Maroc à partir d'images de destructions d'immeubles et de visages de femmes dans les guerres contemporaines.Ces œuvres seront exposées à la galerie 110 Véronique Rieffel à Paris.
En 2024 elle crée la série Rosebud, en référence au film Citizen Kane d'Orson Wells et à la rose comme symbole d'amour et de paix.C 'est aussi le titre de la Sérigraphie commandée par le MAC VAL pour la journée de la femme le 8 mars 2024.Cette série donnera lieu à l'exposition personnelle" Mon Ami la Rose" au MAC VAL en 2025.

## Vie artistique
Ses principales expositions personnelles ont eu lieu, en France, aux musées des beaux-arts de Poitiers, de Caen, d’Épinal, de Céret et de Villeneuve-sur-Lot ; à la galerie Montenay (Paris), Claude-Lemand (Paris),Véronique Rieffel(Paris)et La Navire (Brest). Au Maroc, à la galerie nationale Bab-Rouah (Rabat) ; à l’espace Actua de l’Attijariwafabank (Casablanca) ; à la galerie Delacroix (Tanger) ; à la galerie Shart et à la galerie l'Atelier 21 (Casablanca) ; à la villa des arts de Casablanca et de Rabat ainsi que dans les instituts français d'Essaouira, de Rabat, de Fès et de Tétouan. En Tunisie, à la galerie Le Violon bleu (Sidi Bou Said). Elle a également exposé à Amman en Jordanie (Fondation Shoman), à la foire de Bâle, à l’Arco de Madrid, à l'Alliance française de New York, à l'institut français de Bamako au Mali et dans de nombreuses autres institutions dans le monde.
Elle participe en 2009 à l'exposition elles@centrepompidou au musée national d'Art moderne du centre Georges-Pompidou (Paris) qui révélera sa série de dessins Fleur de Grenade, et celle de Traversées à Rabat avec ses War Flower.
En 2010, à la Foire d'art contemporain de Dubaï, à l'exposition Résonances au musée de Marrakech ainsi qu'à Marrakech Art Fair avec la galerie Shart de Casablanca.
En 2011, à l'exposition collective Architectures/Dessins/Utopies au musée national d'art contemporain de Bucarest ; à Nature et Paysages à l'espace d'art de la Société générale de Casablanca ; et à Drawing Now Paris au Carrousel du Louvre. Elle expose dans Sens & Essences à l'institut français de New York et à la villa Roosevelt à Casablanca sa série Mystic Dance.
Elle est l'une des artistes présentes à « Traits d'Union - Paris et l'art contemporain arabe » à la villa Emerige à Paris : exposition muséale réalisée par la revue Art absolument regroupant une douzaine d'artistes, qui sera présentée également à Beyrouth, Sanaa, et Rabat.
En 2012-2013, elle expose à la galerie Shart, à Casablanca ; à Proche à la galerie Albert Benamou à Paris et à Art Paris Art Fair. Elle expose ses œuvres numériques Mystic Dance à 25 ans de créativité arabe à l'Institut du monde arabe qui ira ensuite à Emirates Palace à Abu Dhabi, et à Manama au Barheïn.
Elle participe en 2013 à la vente aux enchères Syriart, à Paris et à Beyrouth, pour soutenir les victimes civiles du peuple syrien en révolte.
Début 2014 elle fait une exposition personnelle New Arabesque à la galerie Le Violon bleu à Tunis. Elle participe à Art Dubai (Selma Feriani Gallery Londres) ainsi qu'à Art Paris Art Fair (galerie Claude-Lemand, Paris). En été 2014, sa série d'œuvres numériques Suites goyesques ; Tauromachie sont montrées au musée d'art moderne de Céret dans Le Peintre et l'Arène : art et Tauromachie de Goya à Barceló. Elle participe à l'exposition inaugurale du musée Mohammed VI d'art moderne et contemporain de Rabat « 1914-2014, 100 ans d'art au Maroc », ainsi qu'à celle de l'Institut du monde arabe à Paris, « Le Maroc contemporain ». En mars 2015, elle expose 20 ans d'œuvres à la galerie l'Atelier 21 à Casablanca qui lui organise sa première rétrospective au Maroc. Elle est présentée à Art Paris Art Fair, au Grand palais, par la galerie Claude-Lemand. En 2016 elle inaugure le MACMA à Marrakech avec l'exposition Najia Mehadji / Mahi Binebine : Face à l'Histoire et participe à l'exposition Femmes artistes marocaines de la modernité 1960 / 2016 au musée d'art moderne et contemporain Mohammed-VI à Rabat.
En 2018, une rétrospective de son œuvre se tient au musée d'art moderne de Céret, en France pendant quatre mois (du 30 juin au 4 novembre) et remporte un grand succès avec plus de 35 000 visiteurs. Par ailleurs une exposition personnelle L'invention du geste a lieu à la galerie l'Atelier 21, à Casablanca en octobre. La donation France et Claude Lemand inaugurée le 5 novembre 2018 fait entrer 17 œuvres majeures de l'artiste au musée de l'Institut du monde arabe à Paris.
En 2019 une nouvelle rétrospective de son œuvre a lieu simultanément aux Villas des arts de Casablanca et de Rabat. Le musée de Gajac à Villeneuve-sur-Lot lui organise une importante exposition personnelle, Le Temps de la ligne durant l'été. Elle est présentée également dans des expositions collectives au musée des Beaux arts de Rennes Créatrices, l'émancipation par l'art, et au musée Camille-Claudel à Nogent sur Seine À rebrousse Temps. En octobre 2019 elle expose à la galerie Le Violon bleu à Sidi Bou Said Les Fleurs du temps, une exposition rétrospective dont le fil conducteur est le motif de la fleur comme symbole de paix et de volupté en contrepoint aux violences contemporaines.
En septembre 2020, elle montre des œuvres numériques Mystic Dance et Arabesque à Art Paris Art Fair, au Grand Palais sur le stand de la galerie Véronique-Rieffel (Paris/Abidjan). Les œuvres Ligne de Vie réalisées pendant le confinement sont un hymne à la vie et seront montrées à la galerie l'Atelier 21 à Casablanca en juin ainsi qu'en ligne à la foire d'art contemporain africain AKAA (galerie Véronique-Rieffel)
En 2021, elle crée la série d'œuvres Liberté j'écris ton nom pour une exposition contre la peine de mort, qui juxtapose des sérigraphies de grand format à exemplaire unique et des lignes sinueuses qui expriment aussi le désir de liberté face à l'enfermement lié à la pandémie de Covid-19. Une rétrospective de ses œuvres numériques White Dance se tient à la chapelle des Dames blanches à La Rochelle en juin/juillet. Elle expose en septembre les peintures Ligne de vie dans l'espace de la galerie Véronique-Rieffel à Art Paris/Art Fair au Grand Palais éphémère. Puis dans l'exposition pour l'abolition de la peine de mort Le Droit de vivre au MACMA de Marrakech d'octobre 2021 à février 2022 et à la TGCC à Casablanca jusqu'à fin juillet 2022.
En 2023 elle participe, au musée Mohammed VI de Rabat, à l'exposition Modernités Arabes, collections de l'Institut du monde arabe, Paris. Puis à Arco Lisboa Art Fair sur le stand de la galerie l'Atelier 21 avec les oeuvres W&W qu'elle montre pour la première fois. Elle participe aussi à l'exposition Au delà du bleu au musée national d'art contemporain du Chiado à Lisbonne. D'octobre à décembre elle présente un ensemble conséquent de peintures et de dessins récents ou historiques à la galerie 110 Véronique Rieffel à Paris dans l'exposition personnelle Lignes de Vie .
Elle participe à Abu Dhabi Art Fair du 22 au 26 novembre avec un Solo Show sur le stand de la galerie 110 Véronique Rieffel dans le cadre du focus Women Artists par Essia Hamdi.
En 2024 elle fait une exposition personnelle Rosebud à la galerie l'Atelier 21 à Casablanca et participe à de nombreuses expositions collectives dont Racines et horizons : l'art contemporain marocain au féminin à la galerie du CPS et à la Société National des Beaux Arts à Lisbonne ainsi qu'au FIG à Bilbao .
En 2025 elle expose au MAC VAL, Musée d'art contemporain du Val-de-Marne, une soixantaine d 'œuvres, dessins, peintures,numériques, sur le thème de la fleur et de la danse face à la mort : Mon Amie la Rose.
Les œuvres de Najia Mehadji sont présentes dans de nombreuses collections publiques dont une salle au musée d'art moderne et contemporain Mohammed-VI à Rabat, au musée national d'Art moderne (centre Pompidou) à Paris, à l'Institut du monde arabe à Paris, au  musée des beaux arts de Caen, au musée de Montbéliard, au musée d'art moderne de Céret, au musée de Gajac (Villeneuve-sur-Lot) ainsi que dans les collections marocaines de la Société générale à Casablanca, de la Fondation ONA à Rabat, de l'Attijari Waffabank à Casablanca, de l'OCP à Casablanca, du MACAAL à Marrakech et de la TGCC à Casablanca.

## Expositions personnelles depuis 2008 (sélection)
- Entre ciel et terre, galerie nationale Bab-Rouah, Rabat, 2008
- Fleur flux, galerie La Navire Brest, 2009
- Najia Mehadji – Mark Brusse, galerie La Navire, Brest, 2010
- Spring Dance, galerie Shart, Casablanca, 2011
- Mystic Dance, espace Art Roch, Paris, 2012
- It Smells Like Freedom, Anima Gallery Lounge, Doha, Qatar, 2012
- Accrochage 1, œuvres muséales de l’artiste : 2001/2013, La réserve, Lamssasa, Essaouira, 2013
- Drapés, galerie La Navire, le Quartz, Brest, 2013
- Années 2000, espace Claude-Lemand, Paris, 2013
- New Arabesque, galerie le Violon bleu, Tunis, 2014
- Najia Mehadji - Flower power, espace Gainville, Aulnay-sous-Bois, 2015
- 20 ans d'œuvres, galerie d'art l'Atelier 21, Casablanca, 2015
- Najia Mehadji, gouaches récentes, 2010/2013, espace Claude-Lemand, Paris, 2016
- Najia Mehadji - Gnawa Soul, institut français d'Essaouira, 2017
- Invention du geste, galerie l'Atelier 21, Casablanca, 2018
- Najia Mehadji. La trace et le souffle, musée d'art moderne, Céret, 2018
- Les Fleurs du temps, galerie Le Violon bleu, Sidi Bou Saïd, 2019
- Le Temps de la ligne, musée de Gajac, Villeneuve-sur-Lot, 2019
- Le Flux et la Danse, 2011-2018, villa des arts de Rabat, Rabat, , 2019
- Le Trait et la Forme, 1985-2018, villa des arts de Casablanca, Casablanca, 2019
- Najia Mehadji - Ligne de Vie, galerie L'Atelier 21, Casablanca, , 2021
- White Dance, La Chapelle des Dames 'Atelier 21blanches, La Rochelle, 2021
- Lignes de vie, Galerie 110 Véronique Rieffel, Paris, 2023
- Rosebud, Galerie l Atelier 21 Casablanca 2024